# George Csicsery
George Paul Csicsery (Regensburg, 1948. március 17. –) magyar-amerikai író és független filmrendező, aki 35 filmet rendezett, köztük performanszfilmeket, drámai rövidfilmeket és dokumentumfilmeket. Leginkább a matematikusokról és matematikai közösségekről szóló dokumentumfilmjeiről ismert.

## Élete és pályája
Csicsery György a németországi Regensburgban született magyar szülők gyermekeként, akik a második világháború után menekültek el hazájukból (apja monarchista katonatiszt volt). 1951-ben a család az ohiói Clevelandbe emigrált. Egy sor alantas munka után apja sikeres ólomüveg- és zománcművész lett, anyja pedig a Clevelandi Művészeti Múzeum diakönyvtárának vezetője, valamint a neves ázsiai művészettörténész, Sherman Lee asszisztense.
Összehasonlító vallástudományból szerzett BA diplomát a Berkeley egyetemen (1969), majd MFA diplomát filmgyártásból a San Franciscó-i Állami Egyetemen (1972).
1982 és 1997 között filmvágást tanított a San Franciscó-i Film Arts Foundation-nél, 1996-ban a San Francisco State University-n, 1998-ban pedig a UC Davis-en általános filmes kurzusokat tartott egyetemistáknak.
Egyszer azt mondta: "Engem azok az emberek érdekelnek, akik a saját világuk megteremtésében találják meg a boldogságot. Ez igaz a matematikusokra és a romantikus írókra. Ezek az emberek olyan univerzumokat hoznak létre, amelyek különböznek attól, ahol ők élnek." 2009-ben megkapta a Joint Policy Board for Mathematics kommunikációs díját a matematikai gondolkodás folyamatát a film médiumán keresztül bemutató munkájáért.
Csicsery írt a második világháború utáni kitelepítettként való lét nehézségeiről, valamint két testvéréről - akik közül az egyik harcolt a magyar forradalomban.

## Fogadtatása
A Nature magazinban Davide Castelvecchi azt írta: "Csicsery rést vívott ki a matematikusokról szóló lenyűgöző filmek készítőjeként."
2022 márciusától a Nők Történelmi Hónapja megünneplésének részeként a Secrets of the Surface: The Mathematical Vision of Maryam Mirzakhani több mint 300 PBS állomáson lesz látható.

## Filmográfia
- Songs Along A Stony Road (Chris Teerinkkel(wd) közösen rendezte), Kallós Zoltánról és az erdélyi népzenészekről[11] (2011)
- The Thursday Club, az oaklandi rendőrség nyugdíjas tisztjeinek összejöveteléről[12] (2005)
- Hungry for Monsters, a hamis emlékezetről, középpontjában Nicole Althaus cáfolt állításai az apjával szembeni szexuális visszaélésekről[13] (2003)
- Where the Heart Roams, a The Love Trainről, egy Los Angelesből a New York-i Romantic Book Lovers Conference-re(wd) tartó vonatútról[14] (1987)
- Hookers, a szexmunkás aktivistáról(wd), Margo St. Jamesről(wd)[15][16] (1975)

### Filmek matematikusokról és matematikáról
Csicsery munkáinak nagy része az 1990-es évek eleje óta kiemelkedő matematikusokról vagy általában a matematikai közösségről szól. Ezek közé tartozik többek között:
- Secrets of the Surface: The Mathematical Vision of Maryam Mirzakhani[17] (2020)
- Navajo Math Circles(wd)[18][19] (2016)
- Counting from Infinity: Yitang Zhang(wd)[20] and the Twin Prime Conjecture[21] (2015)
- Taking the Long View: The Life of Shiing-shen Chern(wd)[22][23] (2010)
- I Want To Be A Mathematician: A Conversation with Paul Halmos[24] (2009)
- Julia Robinson(wd)[25] and Hilbert's Tenth Problem[26] (2008)
- Hard Problems: The Road to the World's Toughest Math Contest[27] (2008)
- N is a Number: A Portrait of Paul Erdős[28] (1993)(wd)

Scott Kimmel és Karl Schafferrel közösen készített egy filmsorozatot a húrpoliéderekről és más szórakoztató matematikai témákról.

## Fordítás
- Ez a szócikk részben vagy egészben  a   George Csicsery című angol Wikipédia-szócikk fordításán alapul.  Az eredeti cikk szerkesztőit annak laptörténete sorolja fel. Ez a jelzés csupán a megfogalmazás eredetét és a szerzői jogokat jelzi, nem szolgál a cikkben szereplő információk forrásmegjelöléseként.